# Sidney T. McDaniel
Sidney T. McDaniel ( 1940 - ) es un botánico estadounidense. Ha desarrollado actividades académicas como profesor de Botánica, en el "Departamento de Ciencias Biológicas", Universidad Estatal de Misisipi, siendo además curador del "Herbario del Instituto de Exploración Botánica, en esa Universidad.

## Algunas publicaciones
- Leidolf, a.; s.t. McDaniel, t. Nuttle. 2002. The flora of Oktibbeha County, Mississippi. Sida 20:691–765

- La abreviatura «McDaniel» se emplea para indicar a Sidney T. McDaniel como autoridad en la descripción y clasificación científica de los vegetales.[1]